# Ryszard Siegoczyński
Ryszard Maciej Siegoczyński – polski fizyk, doktor habilitowany nauk fizycznych, profesor nadzwyczajny Politechniki Warszawskiej oraz Wyższej Szkoły Ekologii i Zarządzania w Warszawie, specjalista w zakresie fizyki ciała stałego i optyki molekularnej.

## Życiorys
W 1975 na podstawie napisanej pod kierunkiem Alfonsa Kawskiego rozprawy pt. Oddziaływania międzycząsteczkowe w poli-N-winylokarbazolu i układzie poli-N-winylokarbazol benzantron w fazie ciekłej i stałej otrzymał w Instytucie Fizyki Wydziału Fizyki Technicznej i Matematyki Stosowanej Politechniki Warszawskiej stopień naukowy doktora nauk fizycznych. W 2000 na Wydziale Fizyki Politechniki Warszawskiej na podstawie dorobku naukowego oraz rozprawy pt. Optyczne badania przejść fazowych indukowanych ciśnieniem w pewnej klasie cieczy lepkich uzyskał stopień doktora habilitowanego nauk fizycznych w dyscyplinie fizyka specjalność fizyka ciała stałego.
Został profesorem nadzwyczajnym na Wydziale Fizyki Politechniki Warszawskiej oraz Wyższej Szkoły Ekologii i Zarządzania w Warszawie.
Ma córkę, Olgę. Mieszka w Warszawie.